# دهستان مرحمت‌آباد جنوبی
دهستان مرحمت‌آباد جنوبی، یکی از دهستان‌های بخش للکلو شهرستان میاندوآب در استان آذربایجان غربی ایران است. مرکز این دهستان، روستای گرده‌رش است.

## جمعیت
بر پایه سرشماری عمومی نفوس و مسکن در سال ۱۳۹۵، جمعیت دهستان مرحمت‌آباد جنوبی برابر با ۷٬۴۶۶ نفر بوده است.